# Felix Anthony Alderisio
Felix Anthony „Milwaukee Phil“ Alderisio (* 26. April 1912; † 25. September 1971 in Marion (Illinois)) war ein italo-amerikanischer Mobster und hochrangiges Mitglied der US-amerikanischen Mafia, in der er zum Oberhaupt des Chicago Outfit aufstieg.
Sein Spitzname Milwaukee Phil war sein Kampfname, als er sich als Jugendlicher in Milwaukee kurz als Boxer versuchte.

## Biografie

### Frühe Jahre
Wie bei vielen Kriminellen seiner Generation wurde sein Werdegang durch die Prohibition in den Vereinigten Staaten geprägt. Als Jugendlicher wurde er wegen Landstreicherei in Gewahrsam genommen. Er soll sich zunächst vor dem Lexington Hotel rumgedrückt haben – dem Hauptquartier von Al Capone – um eventuell als Botenjunge angeheuert zu werden. Schließlich kam der Kontakt zum Outfit in den 1930er Jahren - angeblich über seinen Cousin Louis Fratto - zustande.
Spätestens jetzt kam er mit „richtig harten Jungs“ zusammen; insbesondere Sam Battaglia und Marshall Caifano, die mit Sam Giancana von der Forty-Two Gang gekommen waren, vermutlich war er aber schon vorher Mitglied dieser Jugendbande gewesen.
Er erwarb sich bald eine Reputation als brutaler „Enforcer“ („Durchsetzer“). Insbesondere erledigte er auch die Botengänge für Jake Guzik, wenn es galt, die Bestechungsgelder an die Angehörigen der Justiz und der Polizei zu verteilen.

### Aufstieg in der Hierarchie
In den 1950er Jahren begann seine Zusammenarbeit mit Charles „Chuckie“ Nicoletti und beide zählten bis in die 1960er Jahre zu den üblichen Verdächtigen der Polizei, wenn wieder einmal tote Gangster aufgefunden wurden.
Ohne Frage bildeten die beiden in diesem Zeitraum ein Auftragskiller-Team für die Mafia, das sogar über ein entsprechendes Fahrzeug für seine Mordaufträge verfügte. So konnten bei dem schwarzen Fahrzeug über spezielle Schalter die Front- und Rücklichter unabhängig voneinander an- und ausgeschaltet werden und es gab ein Geheimversteck für mitgeführte Waffen. Alderisio allein werden etwa 13–14 Morde zugeordnet.
Nebenbei leitete Alderisio noch eine Gruppe von Fassadenkletterern, die sich auf den Diebstahl von Schmuck und Juwelen spezialisiert hatte und im Norden von Chicago agierte. Alderisio selbst besaß bald eine Reihe von Hotels, Bordellen und Striptease-Lokalen. Die Lokale, die ihm nicht gehörten, mussten unter Umständen Schutzgeld an ihn bezahlen. Er selbst war ein wichtiger Geldbote des Outfit geblieben und so war es seine Aufgabe, die entsprechenden Anteile an die Bosse zu überbringen.
Bei Reisen nach Griechenland, in die Türkei und nach Italien betätigte sich Alderisio auch als Heroinschmuggler.
Alderisio gilt nach „Mad“ Sam DeStefano als nachfolgender Mentor von Anthony Spilotro. Irgendwann in diesem Zeitraum – wohl etwa 1957 – war er zum Underboss aufgestiegen; ob er nun 1967 oder 1969 Oberhaupt des Outfits wurde, ist nicht ganz klar. Überhaupt war zu diesem Zeitpunkt der Einfluss von Paul Ricca und Anthony Accardo so stark, dass die Stellung des Oberhaupts vielleicht sogar eher die Rolle eines „Acting Bosses“ unter den beiden war.
Nach einer Meldung der Chicago Tribune sollen Paul Ricca und Anthony Accardo die Sommermonate gebraucht haben, um sich zunächst für Jackie Cerone zu entscheiden. Erst als dieser noch im gleichen Jahr verurteilt wurde, wurde dann Alderisio ernannt.

### Ende
Seine führende Rolle als Gangster blieb nicht verborgen und auch er wurde vor den United States Senate Committee on Homeland Security and Governmental Affairs vorgeladen. Bei seiner Vorladung machte er in über zwanzig Fällen von seinem Schweigerecht nach dem 5. Zusatzartikel zur Verfassung der Vereinigten Staaten Gebrauch, um sich nicht selbst zu belasten. 
Insgesamt war er in seiner Verbrecherkarriere in etwa 36 Fällen verhaftet worden und nur die hervorragenden politischen Beziehungen des Outfit verhinderten eine Anklage oder Verurteilung, bis auf eine kurze Haftstrafe. Allerdings kostete ihn diese seine Führungsrolle und am 25. September 1971 starb Felix Alderisio eines natürlichen Todes im Staatsgefängnis in Marion.
Sein Sarg wurde von Anthony Accardo und vielen anderen Mafiosi begleitet, als er auf dem katholischen Friedhof „Queens of Heaven“ im Cook County beigesetzt wurde.

## Adaptionen
- 1989 Man against the Mob; Roman von William F. Roemer Jr. über die Liebesaffairre von Sam Giancana mit Phyllis McGuire
- 1995 Der Pate und das Showgirl; Verfilmung des Romans von William F. Roemer von 1989; Alderisio wird durch Rino Romano dargestellt.
- 2006 The Ballad Of Milwaukee Phil (Spitz- und Kampfname von Alderisio) ist ein Stück auf der CD It's A Sin der Band Bakelite 78